# Tom Clancy’s Gnadenlos
Tom Clancy’s Gnadenlos (Originaltitel Tom Clancy’s Without Remorse, auch kurz Without Remorse) ist ein Action-Thriller von Stefano Sollima, der am 30. April 2021 in vielen Ländern weltweit in das Programm von Amazon Prime Video aufgenommen wurde. Er basiert lose auf dem gleichnamigen Roman von Tom Clancy aus dem Jahr 1993 und ist ein Spin-off der Filmreihe um Jack Ryan.

## Handlung
Als russische Soldaten seine Familie als Vergeltung für seine Beteiligung an einer streng geheimen Operation der Navy SEALs töten, verfolgt Senior Chief Petty Officer John Kelly die Mörder. Er tut sich mit seiner Kollegin Karen Greer und dem CIA-Agenten Robert Ritter zusammen. Hierbei kommt er unbeabsichtigt hinter das Geheimnis einer Verschwörung, die versucht, die USA und Russland in einen Krieg zu verwickeln. Kelly ist zwischen dem Pflichtgefühl, seine Familie zu rächen, und der Loyalität gegenüber seinem Land hin- und hergerissen.

## Produktion

### Literarische Vorlage und Einordnung
Der Film basiert auf dem gleichnamigen Roman von Tom Clancy aus dem Jahr 1993, aus chronologischer Sicht das erste Buch mit John Clark (ursprünglich Kelly). Nach der Ermordung seiner Freundin führt er in Baltimore, wo er lebt, einen privaten Rachefeldzug gegen die örtliche Zuhälter- und Drogenszene, während er parallel eine Rettungsaktion für in einem Geheimlager in Vietnam eingesperrte US-Soldaten plant und durchführt. 
Wie bereits aus dieser Kurzbeschreibung klar erkennbar ist, gibt es erhebliche Unterschiede zwischen Buch und Film, angefangen bei wer wen warum aus Kellys Umgebung tötet über wer ihm hilft (Greer ist im Buch Admiral und wie Ritter bei der CIA) bis hin zur internationalen Verschwörung im Film.
Tom Clancy’s Gnadenlos ist zudem ein Spin-off der wiederbelebten Filmreihe um Jack Ryan, zuletzt verwirklicht mit Jack Ryan: Shadow Recruit von 2014 mit Chris Pine in der Titelrolle.

### Regie und Drehbuch
Regie führte Stefano Sollima. Das Drehbuch schrieben Taylor Sheridan und Will Staples. Gemeinsam versuchten sie sich an einer modernen Überarbeitung eines zugrundeliegenden Drehbuchs von Shawn Ryan und der Abwandlung des Kriegsschauplatzes Vietnam aus dem Buch, ohne dessen Geist oder die Seele der Handlung zu gefährden, da sich Clancys Arbeit insbesondere durch ein hohes Maß an Genauigkeit bei der Darstellung geopolitischer Beziehungen und militärischer Operationen auszeichne, so Sollima. So wurde in dem Film die geheime Operation an der Kelly beteiligt ist nach Syrien verlegt. Kellys Vorgesetzte bei den Navy SEALs, Commander Karen Greer, ist zudem eine Frau, was weder den Bedingungen aus der Entstehungszeit des Romans, noch der heutigen Praxis beim US-Militär entspricht. Dies schien Sollima angemessen und vorausschauend, da es absehbar ist, dass in naher Zukunft auch Frauen solche Positionen besetzen. Die Beziehung, die Kelly und sie aufbauen, sei rein kollegial und platonisch und sollte keine Rollenschemata erfüllen.

### Besetzung und Synchronisation
| Darsteller         | Synchronsprecher | Rolle               |
| ------------------ | ---------------- | ------------------- |
| Michael B. Jordan  | Nico Sablik      | John Kelly          |
| Jamie Bell         | Nicolás Artajo   | Robert „Bob“ Ritter |
| Jacob Scipio       | Tobias Diakow    | Hatchet             |
| Jodie Turner-Smith | Rubina Nath      | Karen Greer         |
| Guy Pearce         | Philipp Moog     | Secretary Clay      |

Michael B. Jordan ist in der Hauptrolle von Sr. Chief John Kelly zu sehen, Lauren London spielt dessen schwangere Ehefrau Pam Kelly. Jodie Turner-Smith spielt Lt. Commander Karen Greer, Jamie Bell den CIA-Agenten Robert Ritter. In weiteren Rollen sind Luke Mitchell als Rowdy, Jack Kesy als Thunder, Brett Gelman als Victor Rykov, Colman Domingo als Pastor West und Guy Pearce in der Rolle von Secretary Clay zu sehen. Der deutsche Schauspieler Artjom Gilz übernahm die Rolle von Artem.
In Vorbereitung auf ihre Rollen besuchten die Schauspieler ein Bootcamp, das von dem pensionierten Marine Buck Doyle geleitet und von einem Team von Militärveteranen betreut wurde.
Die deutsche Synchronisation entstand nach einem Dialogbuch von Bernhard Völger und Sabine Völger und der Dialogregie von Ersterem im Auftrag der SDI Media Germany GmbH, Berlin.

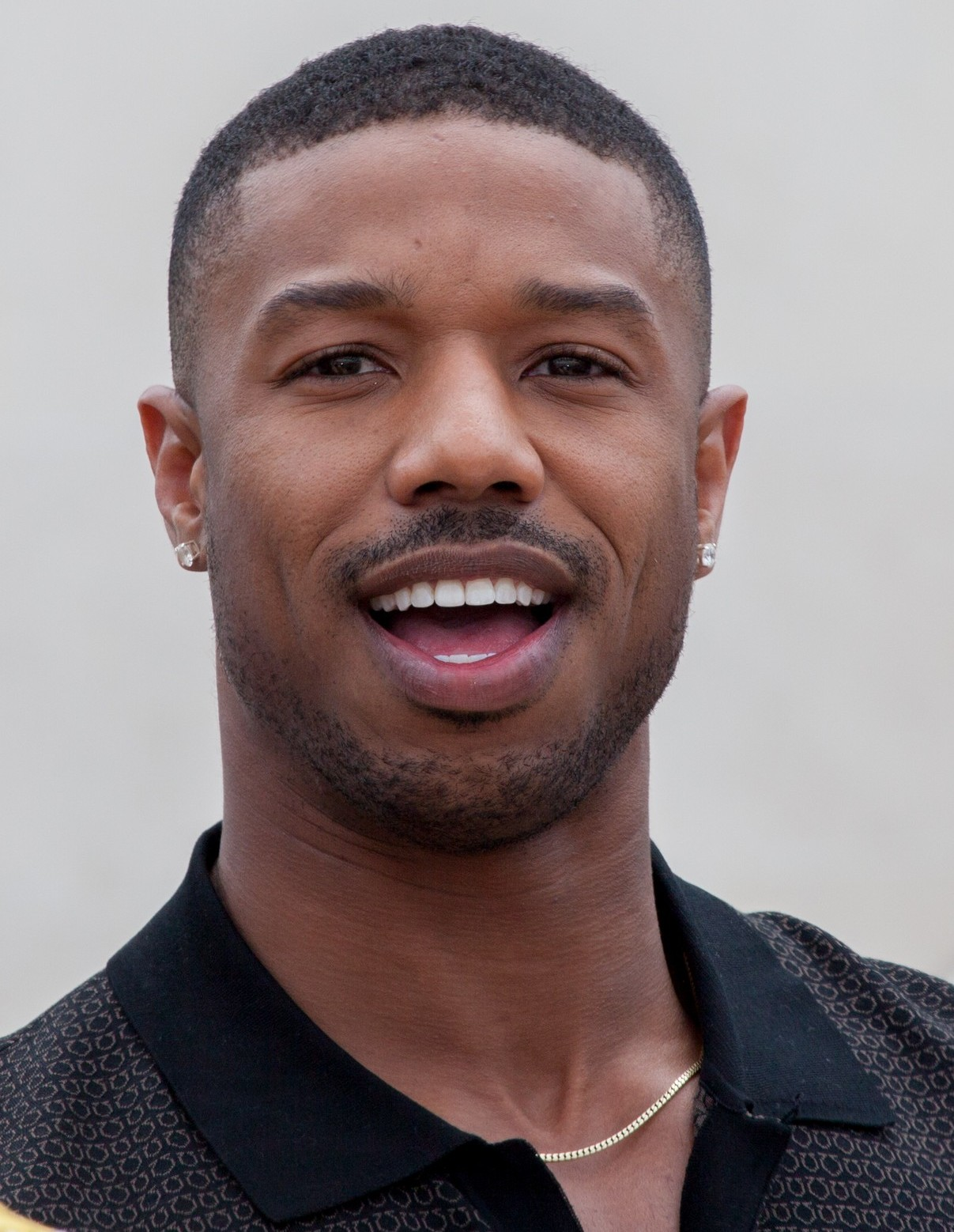
Michael B. Jordan spielt John Kelly
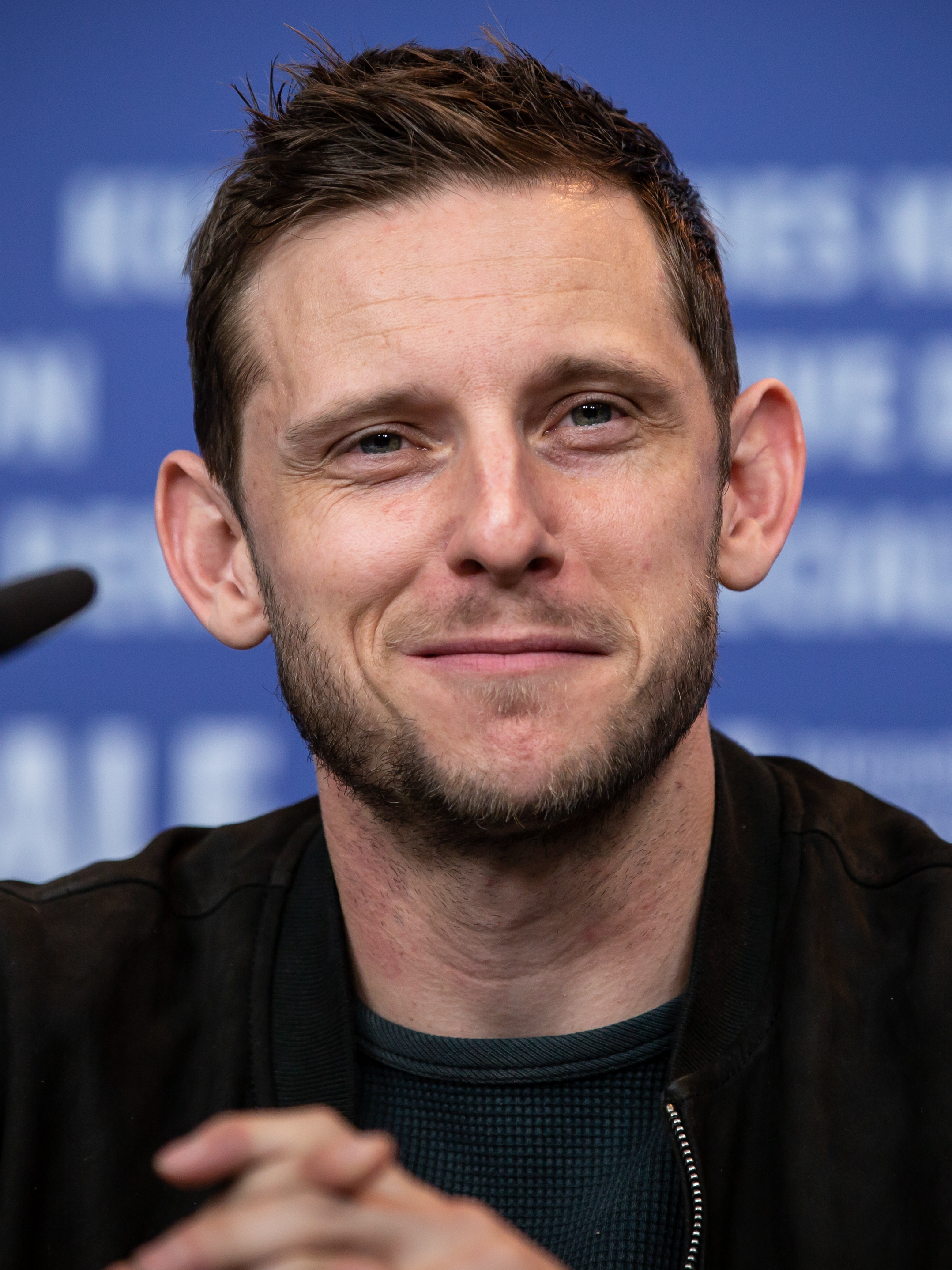
Jamie Bell spielt Robert Ritter
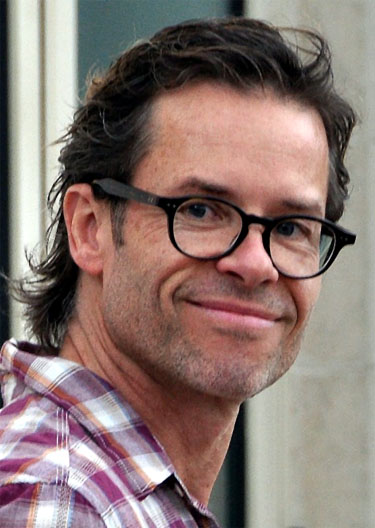
Guy Pearce spielt Secretary Clay
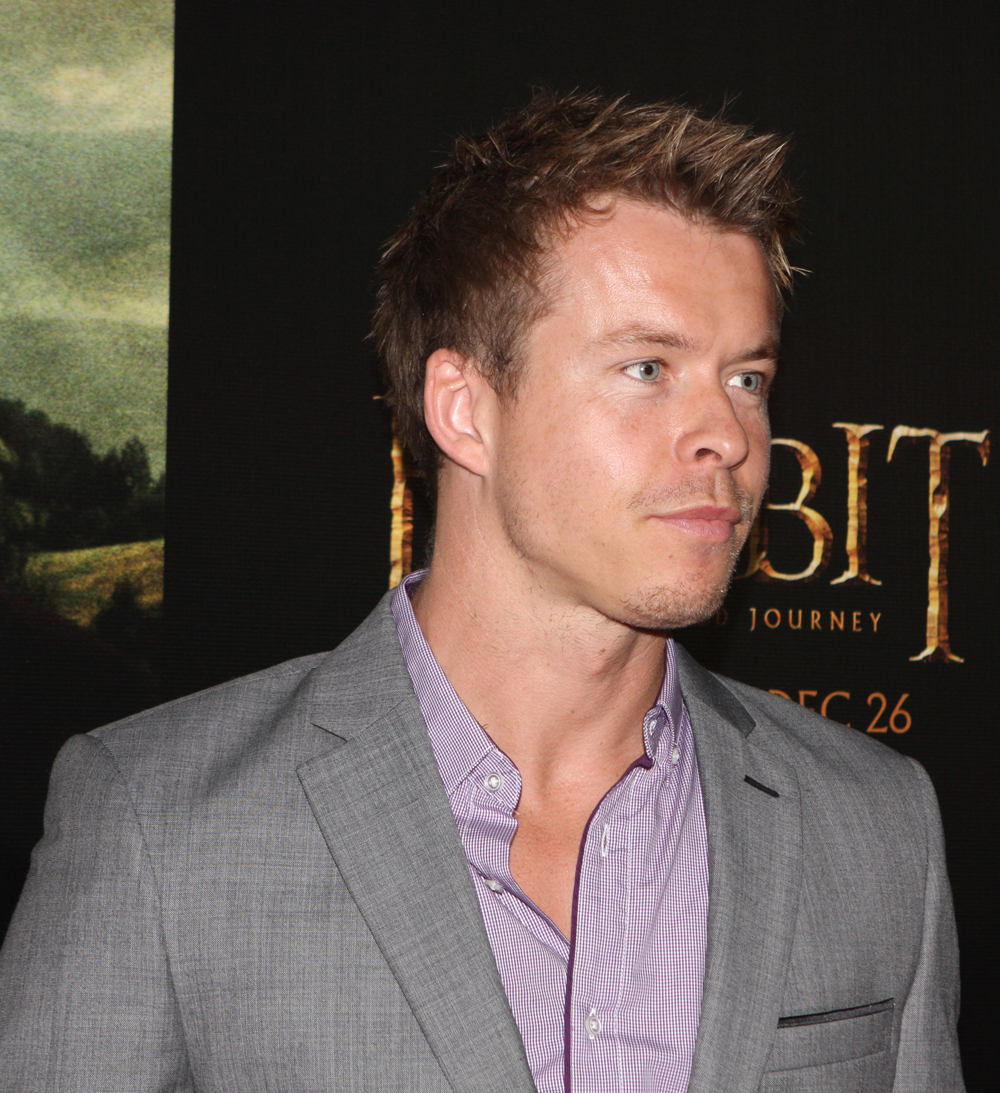
Todd Lasance spielt Dallas
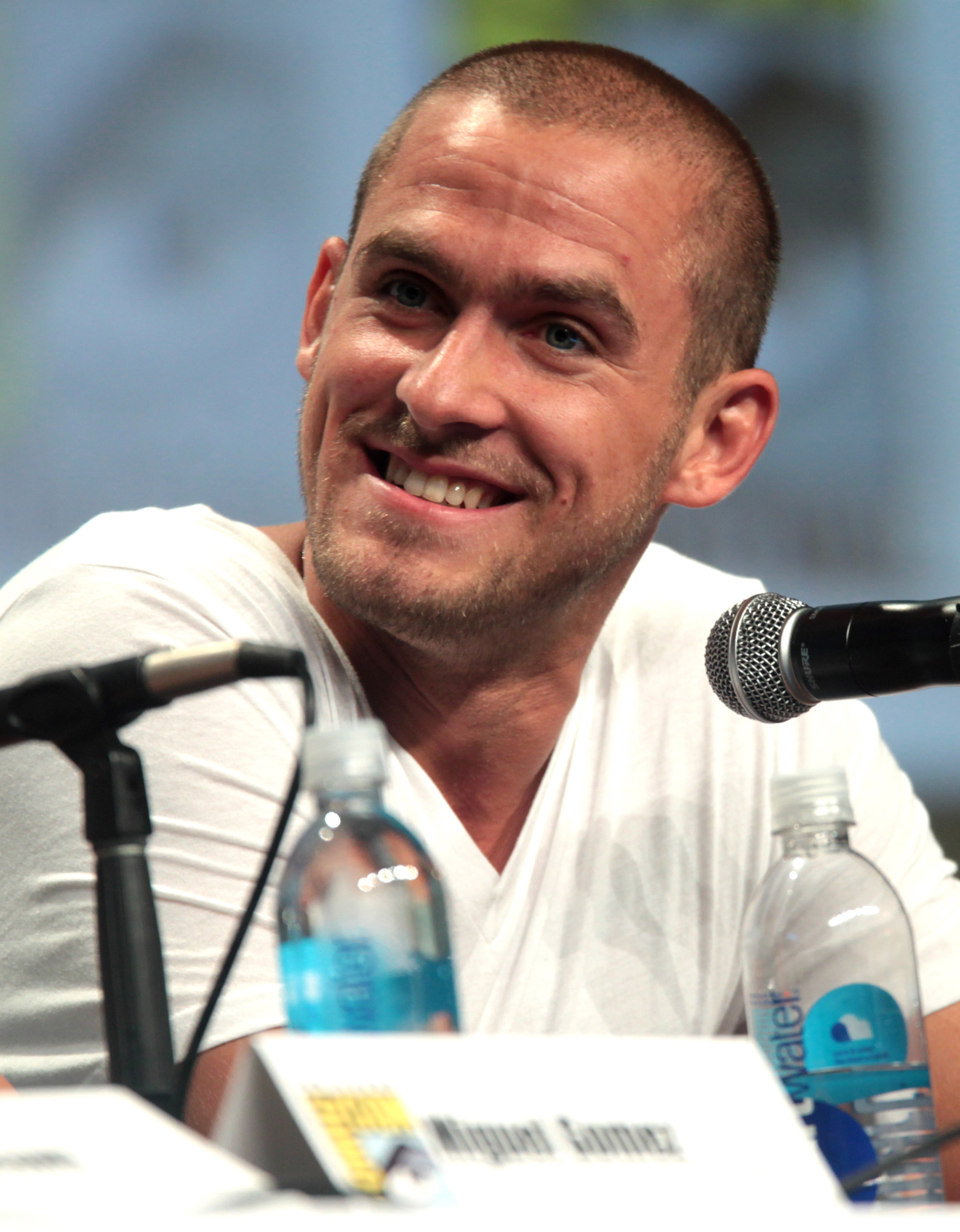
Jack Kesy spielt Thunder
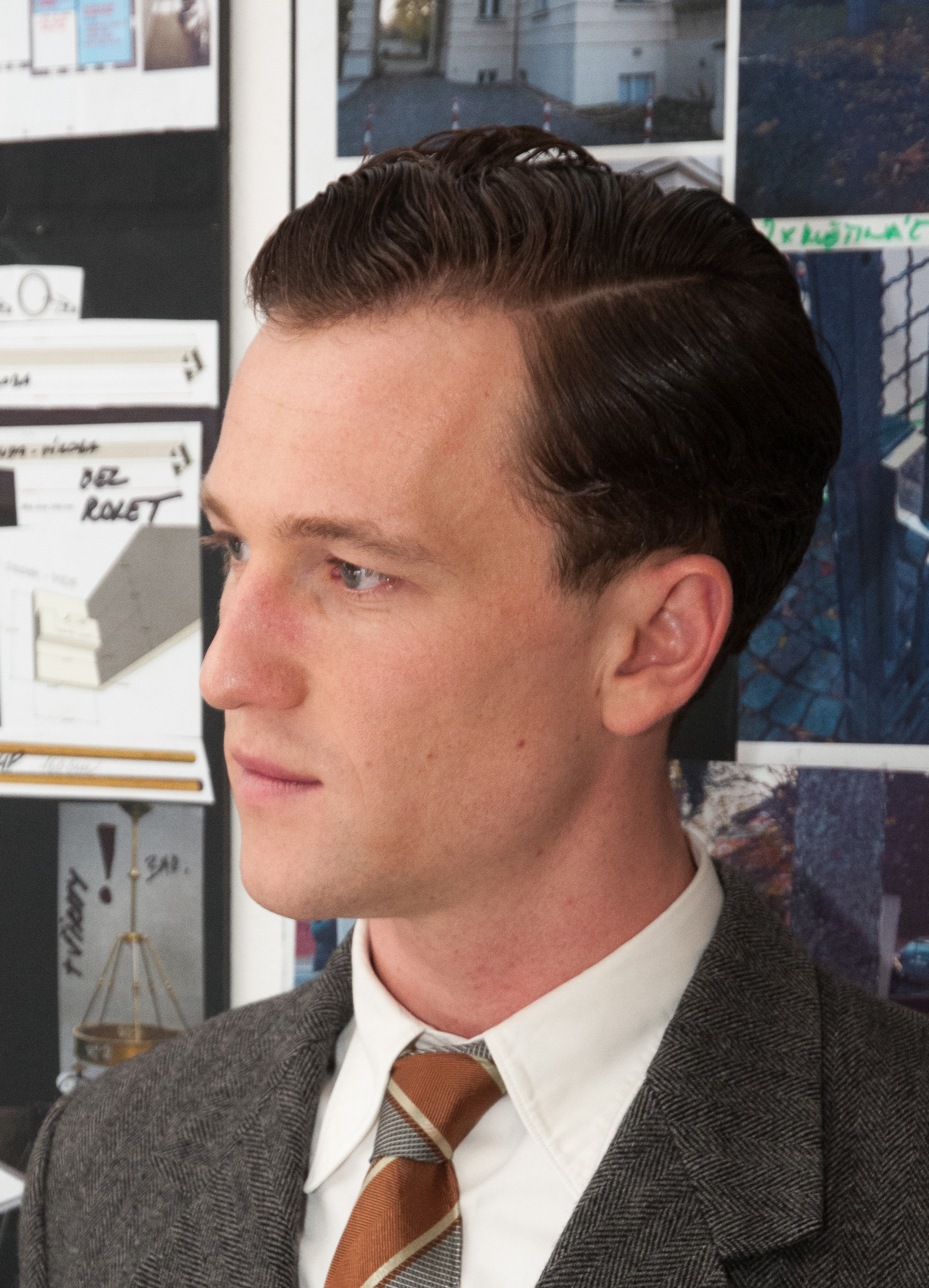
Artjom Gilz spielt Artem

### Filmförderung und Dreharbeiten
Der Film erhielt Produktionsförderungen von der Filmförderung Hamburg Schleswig-Holstein in Höhe von 100.000 Euro, vom Medienboard Berlin-Brandenburg in Höhe von rund 520.000 Euro und von der MfG – Medien- und Filmgesellschaft Baden-Württemberg in Höhe von rund 550.000 Euro.
Die 14 Wochen dauernden Dreharbeiten fanden über den ganzen Herbst 2019 verteilt überwiegend im Filmstudio Babelsberg statt. Weitere Aufnahmen entstanden in Washington, D.C. Als Kameramann fungierte Philippe Rousselot.

### Veröffentlichung
Ursprünglich wollte Paramount Pictures den Film am 18. September 2020 in die US-Kinos bringen. Bedingt durch die Coronavirus-Pandemie wurde der Kinostart mehrere Male verschoben, bis die Amazon Studios im Sommer 2020 die Rechte und die Veröffentlichung übernahmen. Am 30. April 2021 wurde er in das Programm von Prime Video aufgenommen.

## Rezeption
In den USA erhielt der Film von der MPAA ein R-Rating, was einer Freigabe ab 17 Jahren entspricht. In Deutschland wird der Film von Prime Video ab 16 Jahren empfohlen. Von der FSK wurde der Film in Deutschland ab 16 Jahren freigegeben. In der Freigabebegründung heißt es: „Vor dem Hintergrund der Rache als zentralem Antrieb können die zahlreichen intensiven Gewaltdarstellungen Kinder und Jugendliche unter 16 Jahren überfordern. Doch 16-Jährige sind auf der Basis ihrer bereits gesammelten Medienerfahrung in der Lage, die Genremuster zu erkennen und sich ausreichend zu distanzieren, da die Gewalt gut in die Handlung eingebunden und nicht detailliert ausgespielt ist.“
Insgesamt stieß der Film bei den Kritikern auf geteiltes Echo.